# Christo Christow (zapaśnik)
Christo Łazarow Christow (bg. Христо Лазаров Христов; ur. 20 września 1967 w Tetewenie) – bułgarski zapaśnik walczący w stylu klasycznym. Olimpijczyk z Barcelony 1992, gdzie zajął jedenaste miejsce w kategorii 82 kg.
Dwukrotny uczestnik mistrzostw świata, ósmy w 1989 roku.
- Turniej w Barcelonie 1992

Pokonał Antona Arghirę z Rumunii, a przegrał z Timem Niemim z Finlandii i Czechosłowakiem Pavlem Frintą.